# ヴィタリック・ブテリン
ヴィタリック・ブテリン（Vitalik Buterin, ロシア語: Виталий Дмитриевич Бутерин, 1994年1月31日 - ）は、ロシア系カナダ人のプログラマ、起業家。主に暗号通貨イーサリアムの考案者として知られる。2017年にブルームバーグ社の「世界に一番影響力を与えた人物50人」のうちの1人に選ばれ、2018年にはフォーブス誌の「30アンダー30」に選ばれる。愛犬家。

## 生い立ち
ロシア・コロムナに生まれる。父親はコンピューターアナリスト、母親はビジネスアナリストであった。6歳の時に家族と共にカナダへ移住し、トロントで幼少期を過ごす。小学生の頃には数学、経済、プログラミングの分野に興味を示し、そのポテンシャルからギフテッドプログラムに編入される。
13歳から15歳頃までゲーム『World of Warcraft』に夢中であったが、お気に入りのキャラクターの能力値が突然調整され、ゲーム会社という中央機関が権力を握ることに失望したという。この経験が分散型の仮想通貨に興味を持つきっかけになったと振り返っている。
トロント市内の少人数制の私立高校に進学。2011年に父親からビットコインについて聞き、ビットコインの話題を取り扱う雑誌『Bitcoin Magazine』の編集を始める。2012年、国際情報オリンピックで銅メダルを獲得。
同年にウォータールー大学へ進学し、コンピューターサイエンスを専攻。イーサリアムの原型となるプロジェクトに趣味で取り組むが、次第に学業以上に時間を割くようになる。2014年にピーター・ティールが運営する「ティール・フェローシップ」を受け、自主退学。

## キャリア

### Bitcoin Magazine
高校生時代にビットコインに興味を持ち、オンライン掲示板を通じてビットコインに関するブログ記事を書くアルバイトを見つけ、時給5ビットコインという条件で承諾する。ブログの運営はすぐに中止になってしまうが、2011年9月にはオンラインで知り合った開発者と共に仮想通貨を取り扱う雑誌『Bitcoin Magazine』を創設。この分野の雑誌としては初めてであった。
その他のブロックチェーン技術に関する雑誌や学術誌の編集にも携わっている。

### イーサリアム
2013年、ビットコインのシステム上でアプリケーションを作りやすくするために汎用的なスクリプティング言語（扱いやすくかつ機能が多いプログラミング言語）が必要だと訴えるものの、ビットコインの運営コミュニティからの同意を得られなかった。同年、イーサリアムを形作る思想をまとめたホワイトペーパーを発表。2014年2月に実装された最初のプロトタイプをリリース。ティール・フェローシップに選ばれ、大学を退学し、その後5か月間仮想通貨の実用性を探るために世界中を旅する。

## 発言
- 高校生活を振り返って「この4年間はとても興味深く生産的であった。教師と生徒の親密な距離感と深く踏み込んだ教材が学ぶ意欲を高めてくれた」、また「従来の教育システムには興味がなかったが、知的好奇心を刺激する教育によって自分の学びに対する姿勢が変わった」としている。
- イーサリアムの開発について「暗号理論、数学、経済学など様々な分野のエキスパートと意見を交わし、分野をつなぐ仕事をすること。世界中の人々の生活に触れるソフトウェアやツールを作ること。コンピューターサイエンス、経済学、哲学における難問を解くこと。このような機会はとても光栄です」としている。